# 妙円寺 (宮津市)
妙円寺（みょうえんじ）は、京都府宮津市字日置607にある日蓮宗の寺院。山号は顕立山。本尊は十界曼荼羅。

## 歴史
天正7年（1579年）から日応が日置で日蓮宗を広げたところ、一村の住民すべてが改宗したことから、天正13年（1585年）に住民の総意によって妙円寺が創建された。丹後国における妙顕寺派の中心的な寺院であり、最盛期には23か寺の末寺を有していた。
檀林（学校）の役割を有していたことから、歴代住職には第20世日耀、第21世日英、日修などの名僧が多い。日蓮宗の僧であり仏像彫刻師でもあった日護による千体仏を有している。

## 境内
- 本堂

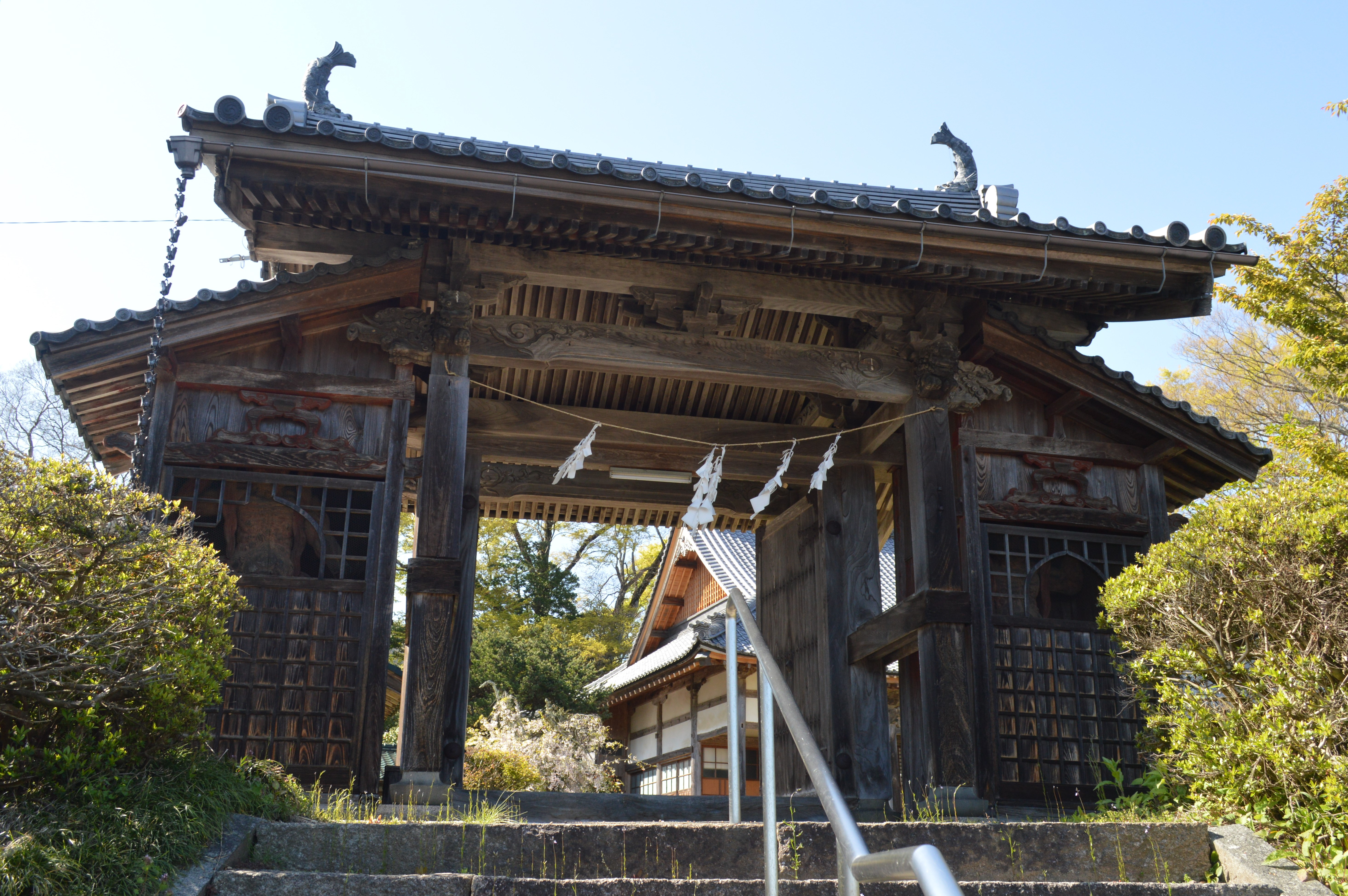
山門
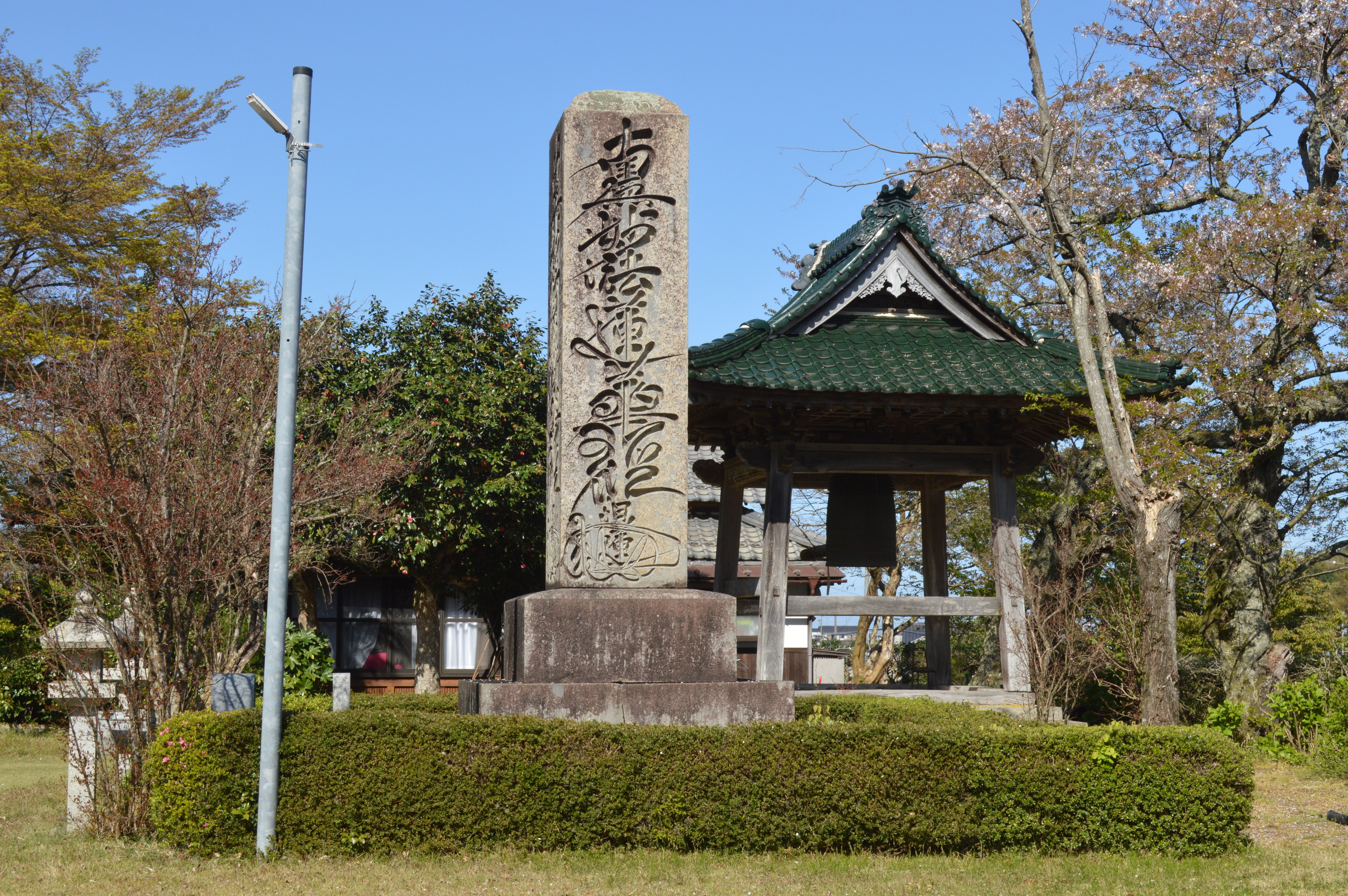
鐘楼
- 妙円寺庭園

- 山門
- 鐘楼

## 文化財

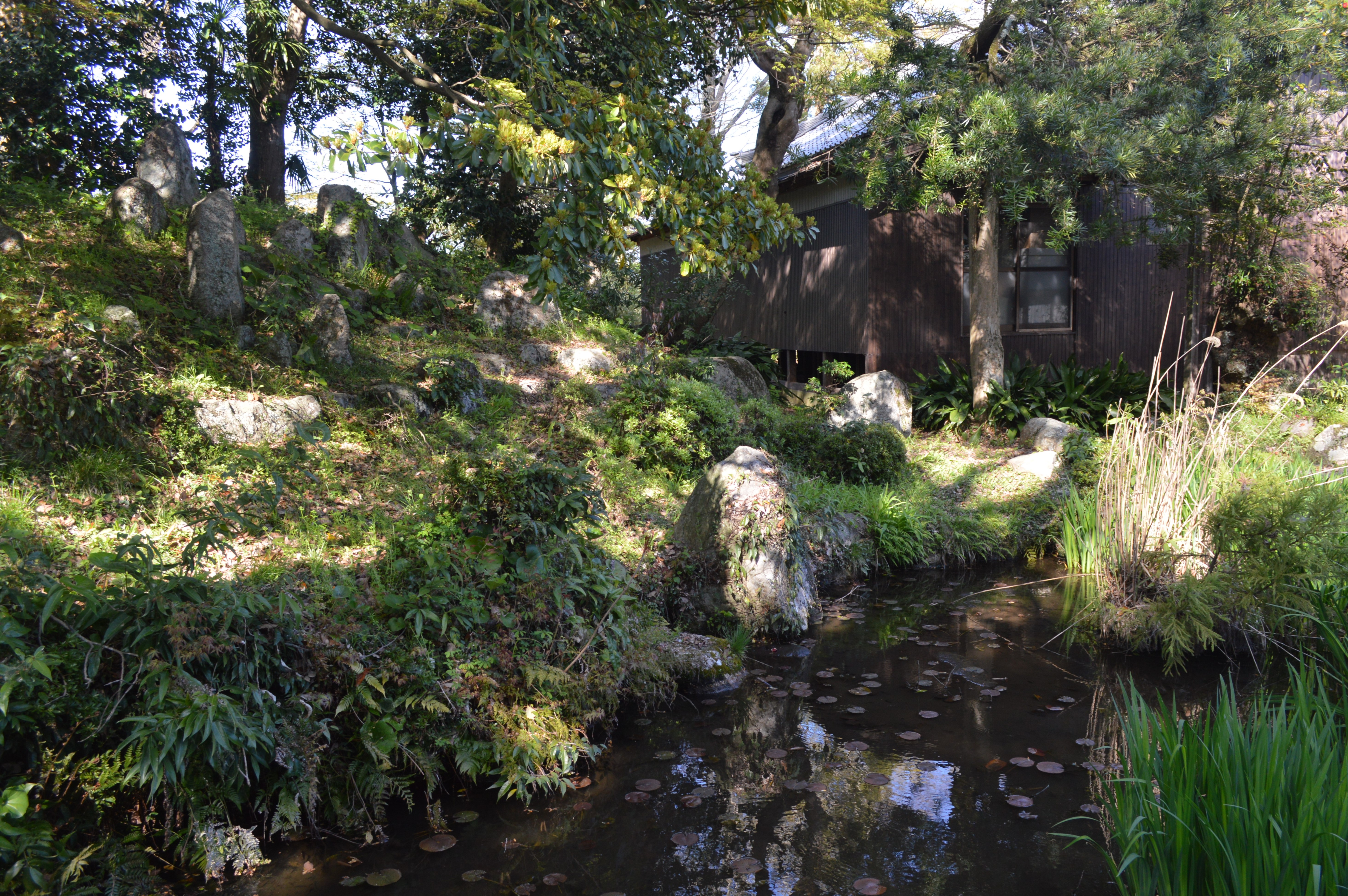
妙円寺庭園

### 京都府指定名勝
- 「妙円寺庭園」（八景園） - 江戸時代末期、第19世日妙の時期に作庭された[1]。琵琶湖を模した池の正面には豪壮な石組が施されており[1]、最奥部には滝が、池中には岩島が配されている[2]。丹後地方における名庭として知られている[3]。1984年（昭和59年）に復元整備された[2]。

## 基礎情報
所在地
- 626-0225 京都府宮津市字日置607

交通アクセス
- 京都丹後鉄道宮豊線天橋立駅から丹海バス「日置」下車後すぐ

周辺
- 金剛心院 - 高野山真言宗の寺院。禅海寺から約200mの距離にある。
- 禅海寺 - 臨済宗妙心寺派の寺院。
- 若田神社 - 日置の氏神。